# Juditha azan
Juditha azan är en fjärilsart som beskrevs av John Obadiah Westwood 1851. Juditha azan ingår i släktet Juditha och familjen Riodinidae. Inga underarter finns listade i Catalogue of Life.

## Bildgalleri

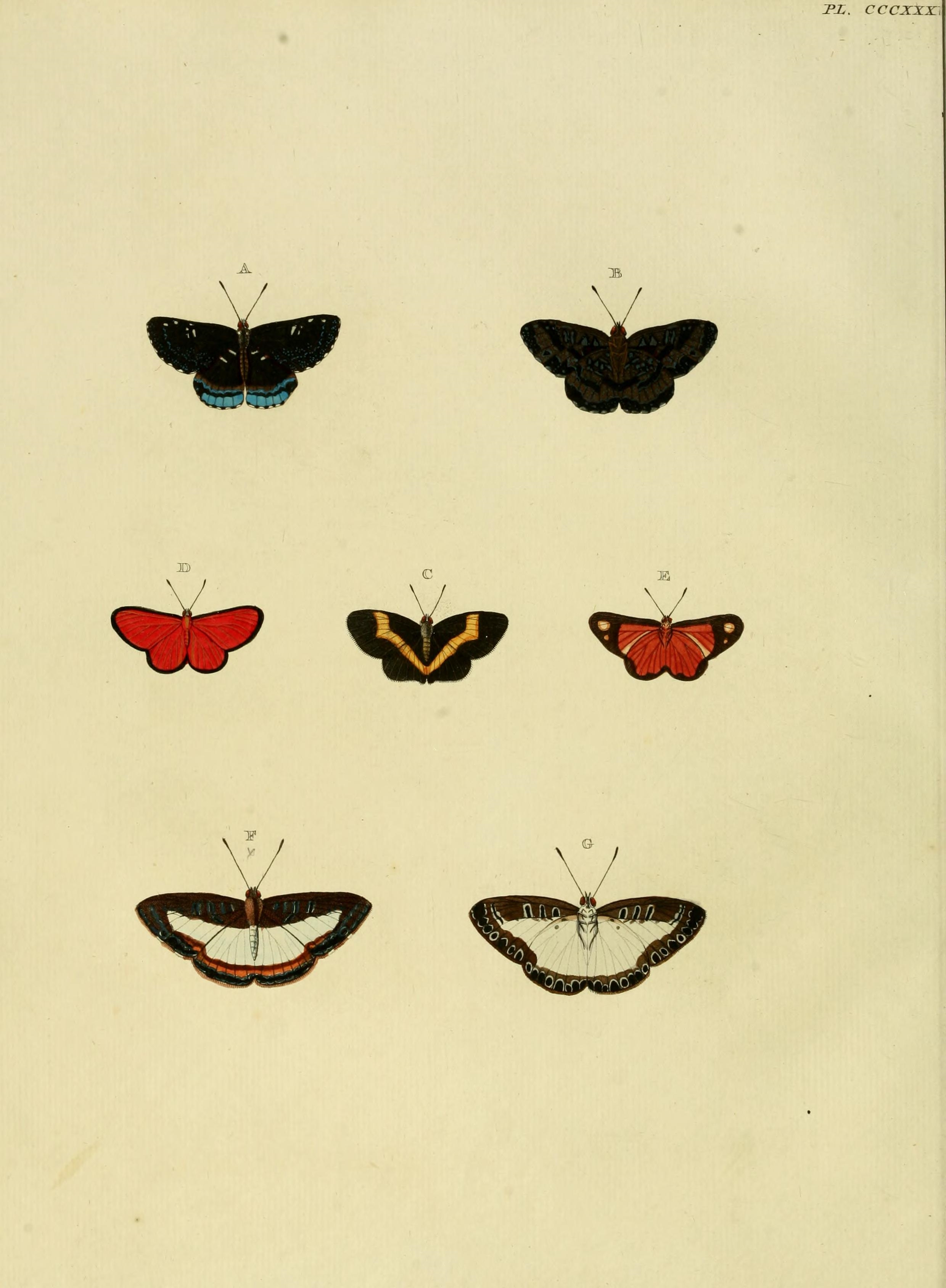
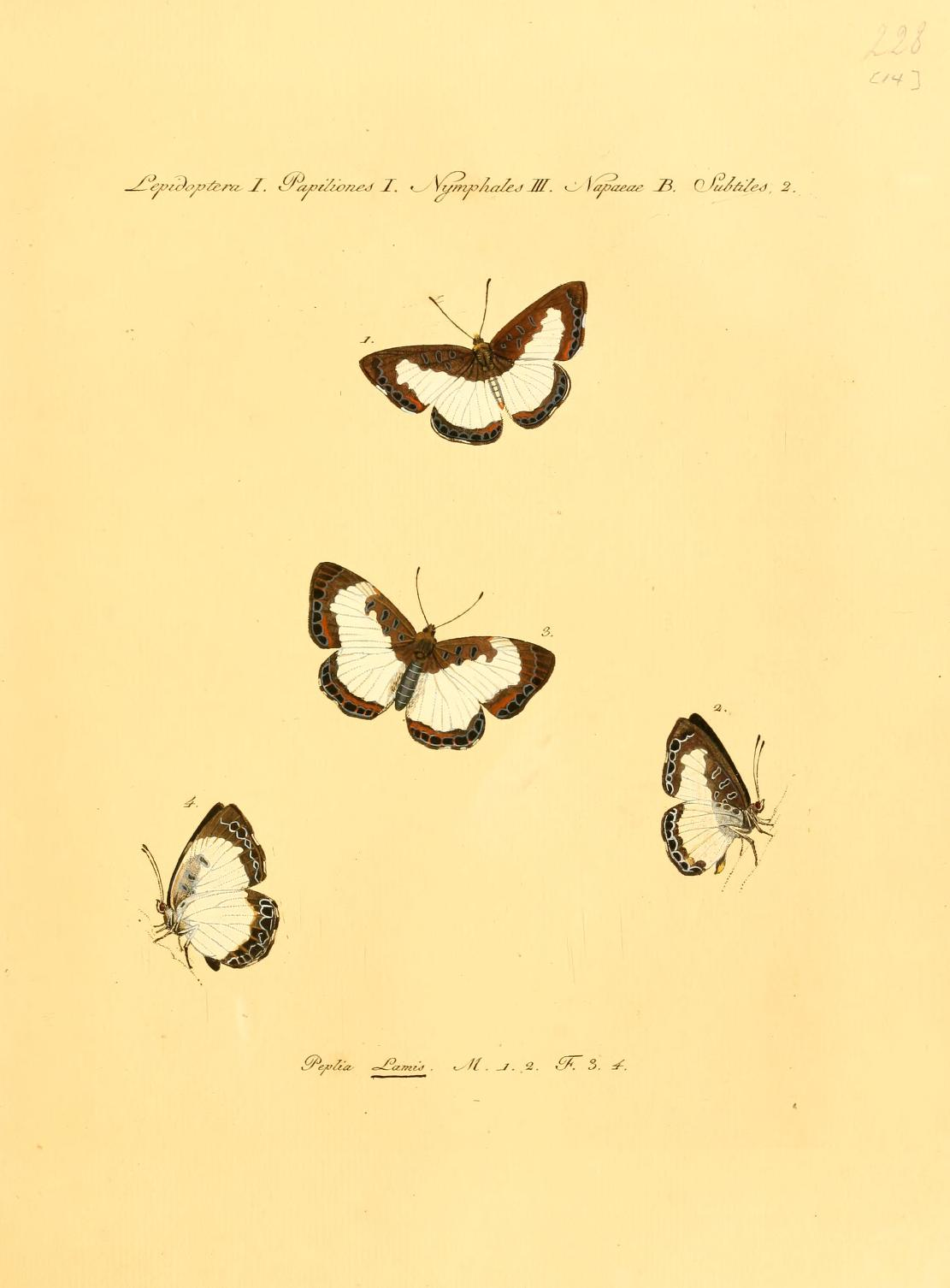